# Región del Sahel
La región del Sahel es una de las 13 regiones administrativas de Burkina Faso. Constituida el 2 de julio de 2001, tiene una población de 968 442 habitantes (2006). La capital de la zona es Dori. Cuatro provincias conforman la región - Oudalan, Séno, Soum y Yagha.
- Datos: Q665514
- Multimedia: Sahel (Burkina Faso) / Q665514